# Hällristningar i Enköping

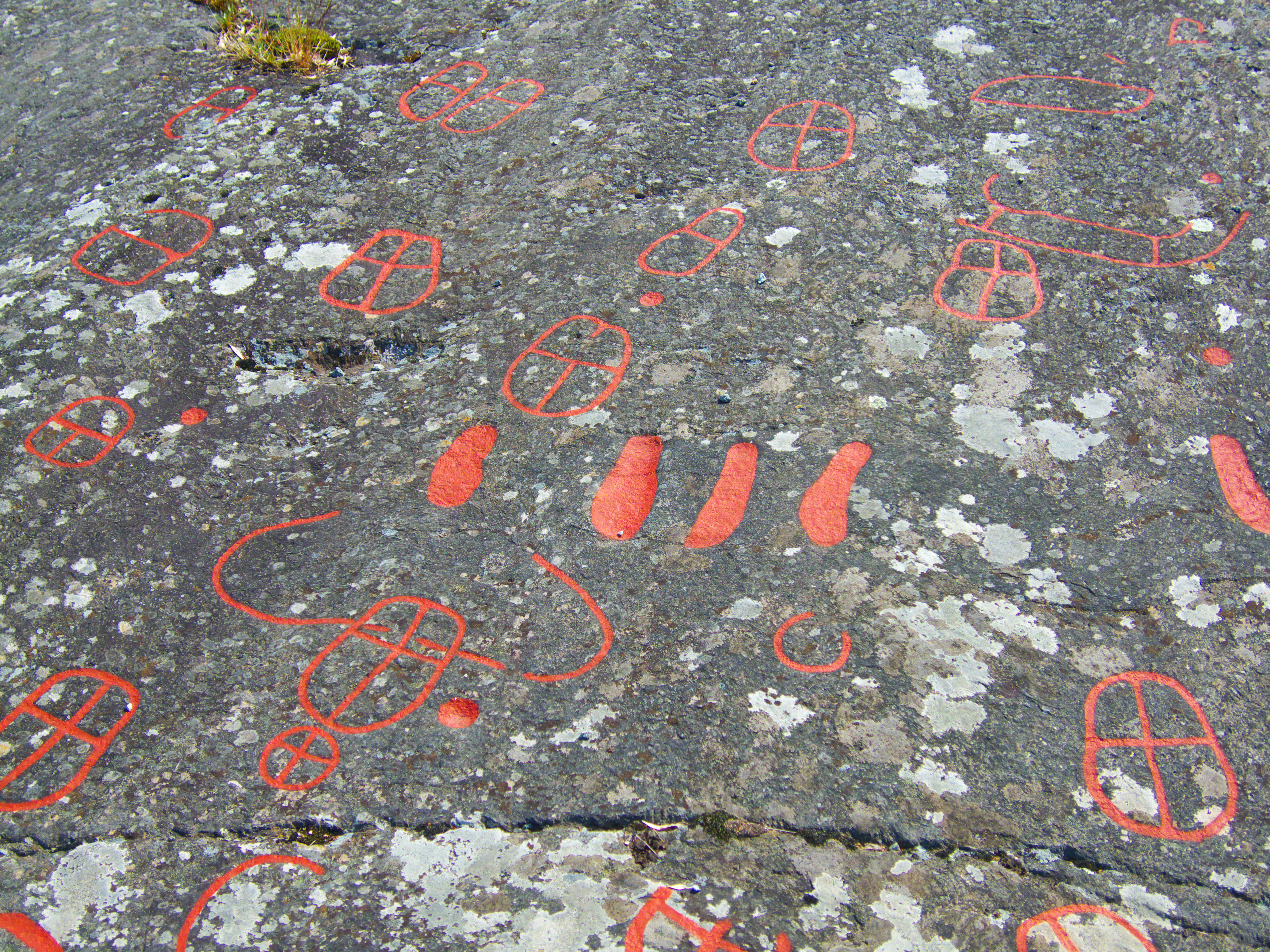
Detalj av Stora Rickebyhällen, Boglösa socken

Hällristningarna i Enköpingstrakten är från bronsåldern, som inträffade cirka 1800-500 före Kristus. I Uppsala län förekommer det många hällristningar, cirka 1600 stycken. Antalet är som störst vid Enköping, där de flesta ligger i Boglösa socken.
I Enköpingstrakten finns olika typer av hällristningar, till exempel figurer och tecken. Hällristningar brukar ofta delas upp i två olika kategorier – jordbruksristningar och jaktristningar. Jaktristningar finns oftast längre ut i Norden och är äldre än jordbruksristningar. De är gjorda under stenåldern för ungefär 6000 år sedan. Vanliga jaktristningsfigurer är älg, ren, fiskar och geometriska figurer. Vanliga jordbruksristningar är skepp, tamboskap och människor.
I Enköping är hällristningarna i Grillby och Boglösa socken särskilt intressanta. En av de mest kända hällristningarna är Brandskogsskeppet som ligger i Boglösa socken. Ristningen är mer än fyra meter lång och är oerhört detaljerad. Den föreställer en båt vars för och akter är prydda med djurhuvuden med stora öron. Ombord på båten finns det sex paddlande människofigurer, skeppet bärs också av en annan människofigur, vissa tror att han är båtens beskyddare. Brandskogsskeppet hittades av Einar Kjellén, han fann även på samma sten fler ristningar, ytterligare tre skepp, en fotsula, en människofigur och tre stycken skålgropar.
Brandskogsskeppets datering har på senare tid ifrågasatts, då ristningens uttryck och innehåll möjligen kan tolkas som betydligt mer sentida än bronsåldern. Bland annat finns vissa tidiga medeltida drag i främst figurernas utformning och klädedräkt.
En annan berömd hällristningslokal är Stora Rickebyhällen, med den bekanta "stolen i Rickeby".